# كرسول دقيق
كرسول دقيق (الاسم العلمي:Crassula minuta) هو نوع من النباتات يتبع جنس الكرسول من الفصيلة الكرسولية. تم وصف هذا النوع من النبات علمياً لأول مرة من قبل هيلموت تولكين سنة 1975.

## مرادف الاسم العلمي
- التيلايا الدقيقة (Tillaea minuta)